# 鮮乳
鮮乳，俗稱鲜奶、食用動物乳，、巴氏杀菌乳，通常采用巴氏杀菌工艺进行加工，并且不添加稳定剂、增稠剂、乳化剂等，包装形式主要採或瓶装，以保存乳品的新鲜品质和营养，一般而言鮮奶的保存期限不超过7天，并且需要4℃冷藏保存。鲜奶一般指牛奶，不过也可能是羊奶或其他哺乳动物的奶。

## 生乳
生乳是指奶畜乳房中挤出的未经过巴氏消毒等方式加工的常乳。

## 巴氏奶
巴氏奶是采用巴斯德消毒法的牛奶。病原体具有不耐热的特点，巴氏杀菌工艺就是利用病原体的此特点，在适当的温度和保温时间下，对牛奶进行处理，把病原体全部消灭。但是，巴氏消毒后仍保留一小部分有益且不耐热的细菌，所以需要将巴氏奶放在4℃左右保存，保质期约为4到7天。

## 保久乳
保久乳是一種以高于巴斯德消毒法的温度加热过的鲜奶。